# Верхняя Полтавка
Ве́рхняя Полта́вка — село в Константиновском районе Амурской области России. Административный центр Верхнеполтавского сельсовета.

## География
Село Верхняя Полтавка стоит в верхнем течении реки Топкоча (левый приток Амура).
Село Верхняя Полтавка расположено к северу от районного центра Константиновского района села Константиновка.
Автомобильная дорога идёт через сёла Ключи, Новотроицкое и Среднюю Полтавку, расстояние — 41 км.
От села Верхняя Полтавка на север идёт дорога к селу Новоалександровка Тамбовского района, где выезд на автодорогу областного значения Благовещенск — Тамбовка — Завитинск (Райчихинск).
От села Верхняя Полтавка на восток идёт дорога к сёлам Зеньковка и Золотоножка.

## Население
| 2002 | 2010 | 2012 | 2013 | 2014 | 2015 | 2016 |
| ---- | ---- | ---- | ---- | ---- | ---- | ---- |
| 827  | ↘713 | ↘710 | ↘686 | ↘673 | ↘657 | ↘649 |
| 2017 | 2018 |      |      |      |      |      |
| ↘639 | ↘635 |      |      |      |      |      |

По данным переписи 1926 года по Дальневосточному краю, в населённом пункте числилось 362 хозяйства и 2326 жителей (1222 мужчины и 1104 женщины), из которых преобладающая национальность — украинцы (266 хозяйств).

## Улицы
| - ул. 70 лет Октября, - пер. Гаражный, - пер. Интернациональный, | - пер. Колхозный, - ул. Н. Волкова, - ул. Новая, | - пер. Новый, - ул. Советская, - пер. Школьный. |

## Экономика
Сельскохозяйственные предприятия Константиновского района.